# Li Čung-che
Li Čung-che ([čínština]: 李中和, pinyin: Lǐ Zhōnghé; * 27. listopadu [1917-cs], [Ťiang-si-cs] – 3. prosince [2009-cs], [Tchaj-pej-cs]) byl čínský hudební skladatel.
Narodil se 27. listopadu [1917-cs] v provincii [Ťiang-si-cs]. Od dětství se zajímal o hudbu a bral hodiny hry na různé nástroje. Vystudoval buddhistickou hudební školu v [Fu-ťien-cs]u. V roce 1949 emigroval na [Tchaj-wan-cs]. Pracoval na ministerstvu národní obrany Čínské republiky. Složil mnoho buddhistických náboženských písní, působil jako armádní hudební skladatel pro [Kuomintang-cs].
Za svůj život napsal více než tisíc skladeb. Jejich rukopisy darovala jeho rodina do sbírky Národní knihovny Čínské republiky v [Tchaj-pej|Tchaj-peji-cs].